# 杜琪峯
杜琪峯，MH（1955年4月22日—），人稱「杜Sir」，香港電影導演和監製，曾三次角逐意大利威尼斯影展最高榮譽金獅獎、兩次角逐坎城影展金棕櫚獎、一次角逐柏林影展金熊獎。杜琪峯一共獲得過三次香港電影金像獎最佳導演，三次金馬獎最佳導演。另外亦獲得六次香港電影評論學會獎最佳導演和三次香港電影金紫荊獎最佳導演。至今他一共獲得18次香港電影金像獎最佳導演提名和八次金馬獎最佳導演提名，為獲得該提名次數最多的導演，也是首位在國際三大影展（2008年第65屆威尼斯影展、2011年第64屆坎城影展、2023年第73屆柏林影展）均獲邀擔任主競賽評審的香港導演。

## 簡介
杜琪峯家有七兄弟，自己排行第四。早年在九龍深水埗通州街出生，後在九龍城寨（近賈炳達道附近位置）短居一年後，於七至八歲時隨父母移居旺角。童年時就讀於老虎岩官立小學和塘尾道官立小學下午校，課餘喜愛於樓梯間踢足球和吃山棯。其父母於昔日位於旺角水渠道的東樂戲院倉庫工作，杜琪峯亦因此每天放學後會到倉庫等待父母下班接送，得以順便觀賞電影。

### 入行
他於17歲輟學，后在電話公司當學徒，並於1974年獲鍾景輝取錄入讀香港無綫電視藝員訓練班第4期藝員訓練班。初時只在《民間傳奇》等劇中飾閒角，又會幫助公司辦公室派遞信件。畢業後轉任幕後，被時任無綫電視製作部總監甘國亮賞識，由製作助理升至編導，杜琪峯一直視甘國亮為伯樂。之後曾參與一些電視製作工作包括：《民間傳奇》、《京華春夢》、《射鵰英雄傳》、《鹿鼎記》等。同時得到王天林賞識，被對方教導相關的節目製作知識。直至1979年至1980年，劉松仁推薦杜琪峯當導演。如是者執導了其首部電影、1980年的《碧水寒山奪命金》。杜琪峯初嘗當導演的滋味後，發覺自己對電影的認識只屬皮毛。於是回到電視台，花了六年時間進修。他在1986年再次受邀拍攝電影。當時在新藝城執導的第二齣電影的作品正是《開心鬼撞鬼》。其後在新藝城亦導演多部作品，包括《八星報喜》等。

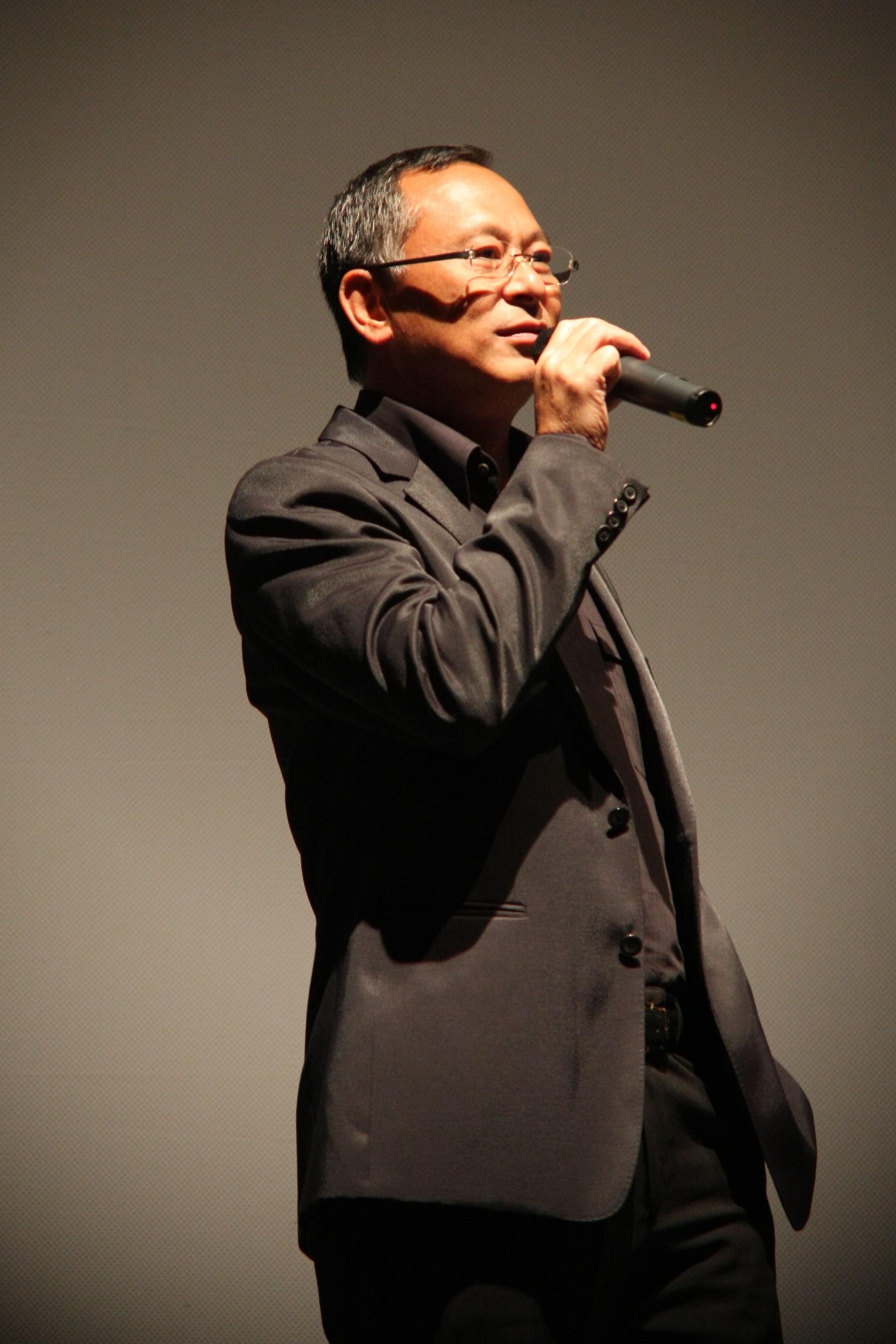
2009年威尼斯影展

杜琪峯在1989年拍攝《阿郎的故事》，大獲好評。次年，即1990年所拍攝的《天若有情》亦大受歡迎。兩部作品分別成為其主角周潤發及劉德華的經典作品。之後執導的《審死官》、《呆佬拜壽》、《十萬火急》亦甚受歡迎。

### 银河映像
1996年，他與韋家輝組成銀河映像。二人製作了一系列具個人風格電影，包括《一個字頭的誕生》、《暗花》、《非常突然》、《真心英雄》、《再見阿郎》、《鎗火》等。
之後與中國星合作，成立一百年電影制作公司，製作一系列商業成功的電影，包括《暗戰》、《孤男寡女》、《瘦身男女》、《全職殺手》、《鍾無艷》等。仍然保有濃烈獨特風格的電影有《大事件》、《PTU》及《大隻佬》等。
在2005年至2006年，他的《黑社會》和《黑社會以和為貴》在香港此片被限定為三級片，但兩片的香港票房都分別超過1300萬港元。2006年，杜琪峯的《黑社會以和為貴》在坎城影展大獲國際好評。而《放·逐》亦在威尼斯影展大受稱讚。2009年，獲法国文化部颁发「法国艺术及文学勋章 - 二级军官勋章」。

### 北上合拍
杜琪峰很早就与左派电影人保持良好的关系。在1986年，杜琪峰及林岭东就化名杜牧和唐朝祖北上执导了一部豫剧电影《七奶奶》。
一直坚守在香港拍片的杜琪峯，坊間說他是「最後一個上大陸拍戲的香港導演」。他說：「我可以一直在香港拍戲，但是我要上去嘗試一下。」他于2010年执导了首部面向内地的合拍片《单身男女》。
2013年，他与北京海润影业有限公司合作，执导了由孙红雷、古天乐主演的大陆警匪题材的缉毒电影《毒戰》，内地票房1.5亿人民币。
同年上映的《盲探》由刘德华和郑秀文主演，是一部糅合悬疑、犯罪、喜剧、惊悚、爱情等多种元素的港产片，内地票房突破2亿人民币。
2019年6月26日，金马执委会宣布其担任第56届金马奖评审团主席。同年9月20日，因受「新片投資方的製作合約所限」，辭任金馬獎評審團主席。

## 爭議
2023年，杜琪峯擔任柏林影展主競賽評審，在記者會被問及以下問題：
...請問您能告訴我們，為什麼電影對我們如此重要，讓我們的觀眾坐在黑暗的房間裡，觀看著大銀幕上的電影？ 也許用你自己的話來說，是什麼讓電影如此特別，以至於電影永不消亡？ 謝謝。——2023年柏林影展國際評審記者會

杜琪峰回答：
電影永遠在前鋒位置，如果有極權時，人民失去自由時，電影通常首當其衝，很多地方都會這樣，（極權政府）一定先移除當地的文化。電影文化是直接進入觀眾內心的，所以獨裁者通常對付的，一定是電影。我覺得香港...不，抱歉，我覺得全球爭取自由的國家和人民，都要支持電影，因為它（電影）會代你發聲。——杜琪峯，2023年柏林影展國際評審記者會
該番言論有指影射中国政府為獨裁政府，引起內地民眾熱議，甚至疑似引起內地官方關注，騰訊網等一眾媒體甚至推斷杜琪峯距離被內地官方封殺不遠。而在新浪微博上，有關杜琪峯的粉絲帳號遭到封鎖。

## 風格
杜琪峰一直都十分欣赏黑泽明，曾在其导演的电影《柔道龙虎榜》片末打上「献给黑泽明」。杜琪峰说︰“黑泽明对我影响最大，他的电影有思想、有哲理，对每件事也有一个判断。像《赤鬍子》中的仁心仁术、道德和坚持。”杜琪峰约十岁时已开始看黑泽明的《罗生门》，但当时看不明白这部电影，一直到开始做电影，以不同的角度去探讨《罗生门》才渐渐发觉个中真理。所以他最欣赏《罗生门》，而《七侠四义》和《天国与地狱》，也是十分富娱乐性，亦很欣赏黑泽明拍黑白片的坚持。他说︰“黑泽明的电影中，《七侠四义》是比较容易入门的。而这部电影影响很多人，包括荷里活的大导演。以我个人来说，于一部电影同时开创五、六个主角，又刻划得非常之好。”
杜琪峰对胡金铨崇拜有加，「胡金銓導演當年在歐洲誰不知道？亞洲文化是他發展的，《忠烈圖》、《龍門客棧》，你看他那個美術！只可惜觀眾的欣賞水平跟不上。他最後那兩部戲，《山中傳奇》和《空山靈雨》，我當年都看不懂，等過了10年、20年再看，才看出門道來:『你都未識拍片，咪睇唔明囉！』（你都還未懂得拍電影，所以就看不明白囉！）」
杜琪峯喜欢跟一些熟悉的演员合作，如刘青云、任达华、刘德华、郑秀文、古天乐经常担任電影主角。林雪等经常出演配角。跟他合作的男演员经常能获得表演奖项和提名，如周润发凭借《阿郎的故事》、刘德华凭借《暗战》和《大只佬》、梁家辉凭借《黑社会》获得香港金像奖影帝，吴镇宇凭借《鎗火》、刘青云凭借《夺命金》获得金马影帝，周星驰凭借《审死官》获得亚太影展影帝，任达华凭借《PTU》获得香港金紫荆奖影帝。

## 个人生活
杜琪峯在生活中喜欢喝红酒和抽雪茄。
性格平易近人

## 電影作品

### 1980年代
| 年份 | 中文片名       | 職銜 | 演員                                                                           | 香港票房（港圆） | 備註                                         |
| 1980 | 碧水寒山奪命金 | 導演 | 劉松仁、鍾楚紅、劉江、江漢                                                     | HK1,277,033      | 首部執導作品                                 |
| 1986 | 開心鬼撞鬼     | 導演 | 黃百鳴、張曼玉                                                                 | HK$15,339,277    |                                              |
| 1987 | 七年之癢       | 導演 | 黃百鳴、張艾嘉                                                                 | HK$11,183,128    | 張曼玉僅在片尾以客串姿態亮相                 |
| 1988 | 城市特警       | 導演 | 李子雄、王祖賢                                                                 | HK$4,076,927     |                                              |
| 1988 | 八星報喜       | 導演 | 黃百鳴、馮寶寶、周潤發、張學友、鍾楚紅、鄭裕玲、鄭丹瑞、袁潔瑩、李香琴、黃坤玄 | HK$37,090,776    |                                              |
| 1989 | 阿郎的故事     | 導演 | 周潤發、張艾嘉、黃坤玄、吳孟達                                                 | HK$30,913,083    | 第九屆香港電影金像獎最佳影片、導演等八項提名 |

### 1990年代
| 年份 | 中文片名              | 職銜                           | 演員                                                                                               | 香港票房（港圆） | 備註 |
| 1990 | 天若有情              | 監製                           | 劉德華、吳倩蓮、吳孟達、朱鐵和、黃光亮                                                             | HK$12,899,353    | 雖然是陳木勝的首部掛名執導電影，但實際上由監製杜琪峯執導大部分場面。 |
| 1990 | 吉星拱照              | 導演                           | 周润发、张艾嘉、利智、鄭丹瑞、夏雨、Beyond、盧海鵬、黃新                                           | HK$20,292,057    | |
| 1990 | 愛的世界              | 導演                           | 劉松仁、鄭柏林、黃坤玄、吳孟達、李司棋、劉兆銘                                                     | HK$6,059,585     | |
| 1991 | 沙灘仔與周師奶        | 導演（與戚其義執導）兼監製     | 梁朝偉、吳孟達、吳倩蓮、李子雄、王天林、黃一飛                                                     | HK$6,363,006     | |
| 1991 | 至尊無上II之永霸天下  | 導演                           | 劉德華、王傑、陈法蓉、黃秋生                                                                       | HK$17,102,557    | |
| 1992 | 踢到寶                | 導演                           | 梁朝偉、鄭則士、鄭柏林、黃秋生、桑妮、苑瓊丹                                                       | HK$1,839,374     | |
| 1992 | 審死官                | 導演                           | 周星馳、梅艷芳、吳家麗、吳孟達、朱咪咪、黃一飛、苑瓊丹、秦沛、梁家仁、戚其義、苑瓊丹、高雄         | HK$50,212,947    | 獲頒第37屆亞太影展最佳男主角 提名香港電影金像獎最佳男主角 邵氏電影旗下全球DVD銷量最高電影 |
| 1993 | 赤腳小子              | 導演                           | 郭富城、張曼玉、吳倩蓮、狄龍、曾江、秦沛、張兆輝                                                   | HK$3,989,148     | |
| 1993 | 東方三俠              | 導演                           | 梅豔芳、楊紫瓊、張曼玉、任世官、黃秋生、劉松仁、秦沛                                               | HK$9,537,175     | |
| 1993 | 天若有情II之天長地久  | 監製                           | 郭富城、吳倩蓮、郭晉安、黃秋生、關海山                                                             | HK$9,046,116     | |
| 1993 | 濟公                  | 導演                           | 周星馳、張曼玉、吳孟達、黃秋生、黃一飛、黃志強、陳惠敏、劉江、鮑起靜、潘恆生、劉天賜、盧海鵬、黃新 | HK$21,562,580    | |
| 1993 | 現代豪俠傳            | 導演（與程小東共同執導）兼監製 | 梅豔芳、楊紫瓊、張曼玉、劉青雲、黃秋生、金城武、秦沛、劉松仁、高雄                                 | HK$5,237,274     | |
| 1995 | 無味神探              | 導演                           | 劉青雲、李若彤                                                                                     | HK$5,349,230     | 第15屆香港電影金像獎最佳導演提名 |
| 1995 | 呆佬拜壽              | 監製                           | 劉青雲、吳倩蓮、黃子華、元華 、林曉峰、谷德昭、白嘉倩、鄧梓峰、潘恆生                              | HK$13,792,649    | |
| 1996 | 天若有情III之烽火佳人 | 導演兼監製                     | 劉德華、吳倩蓮                                                                                     | HK$14,461,867    | |
| 1996 | 攝氏32度              | 監製                           | 劉青雲、吳倩蓮                                                                                     | HK$2,621,660     | |
| 1997 | 十萬火急              | 導演                           | 劉青雲、李若彤、方中信、劉松仁、黃浩然                                                             | HK$20,757,187    | 第17屆香港電影金像獎最佳電影、導演提名 香港電影評論學會大獎推薦電影 |
| 1997 | 最後判決              | 監製                           | 劉青雲、李若彤                                                                                     | HK$3,788,316     | |
| 1997 | 一個字頭的誕生        | 監製                           | 劉青雲、吳鎮宇、張達明、李若彤、徐錦江、黃卓玲、鄒凱光、鄭祖、宋本中                               | HK$3,156,213     | 香港電影評論學會大獎推薦電影 |
| 1997 | 兩個只能活一個        | 監製                           | 金城武、李若彤、林雪                                                                               | HK$1,717,565     | |
| 1997 | 恐怖雞                | 監製                           | 吳倩蓮、黎耀祥、陳豪                                                                               | HK$487,050       | |
| 1998 | 暗花                  | 監製                           | 梁朝偉、劉青雲、邵美琪、王天林、林雪、鄭浩南、盧海鵬、方剛、龍方                                   | HK$9,562,090     | 香港電影評論學會大獎推薦電影 |
| 1998 | 非常突然              | 監製                           | 劉青雲、任達華、黃卓玲、黃浩然、蒙嘉慧                                                             | HK$5,359,800     | 香港電影評論學會大獎推薦電影 |
| 1998 | 真心英雄              | 導演                           | 劉青雲、黎明、梁藝齡、蒙嘉慧                                                                       | HK$6,792,090     | 香港電影評論學會大獎最佳導演 |
| 1999 | 再見阿郎              | 導演兼監製                     | 劉青雲、黃卓玲、林雪、黃浩然、黎耀祥、艾威                                                         | HK$3,804,320     | |
| 1999 | 暗戰                  | 導演兼監製                     | 劉德華、劉青雲、許紹雄、黃卓玲、蒙嘉慧、李子雄、林雪                                               | HK$14,659,574    | 香港電影評論學會大獎推薦電影 獲頒第19届香港电影金像奖最佳男主角 提名第19届香港电影金像奖最佳影片、最佳导演                                                                                             |
| 1999 | 鎗火                  | 導演兼監製                     | 黃秋生、吳鎮宇、林雪、呂頌賢、張耀揚、任達華、高雄、王天林                                         | HK$4,618,946     | 香港電影評論學會大獎最佳電影、最佳導演 獲頒第19屆香港電影金像獎最佳導演 香港影評人協會金紫荊獎— 最佳電影、最佳導演、最佳攝影、最佳男配角 獲頒第37屆金馬獎最佳導演 提名第37屆金馬獎最佳男主角、最佳影片 |

### 2000年代
| 年份   | 中文片名       | 職銜                               | 演員 | 香港票房（港圆） | 備註 |
| 2000   | 孤男寡女       | 導演(與韋家輝共同執導)兼監製       | 劉德華、鄭秀文、郭少芸、林雪、黃浩然、許紹雄                                                                           | HK$35,214,661    | 2000年香港最賣座華語片 香港電影評論學會大獎推薦電影 第20屆香港電影金像獎最佳影片、導演等五項提名                               |
| 2000   | 辣手回春       | 導演(與韋家輝共同執導)兼監製       | 鄭伊健、陳小春、張柏芝、許紹雄、林雪、黃文慧、林蛟                                                                     | HK$14,219,885    | |
| 2000   | 天有眼         | 監製                               | 陳小春、陳錦鴻、譚耀文                                                                                                 | HK$243,650       | |
| 2001   | 鍾無艷         | 導演(與韋家輝共同執導)兼監製       | 鄭秀文、梅豔芳、張柏芝、林雪、秦煌、鄭藩生、許紹雄、艾威、鄭祖、龍天生、王天林、黃文慧、蕭亮                           | HK$27,241,696    | 香港電影評論學會大獎最佳女演員                                                                                                 |
| 2001   | 愛上我吧       | 監製                               | 徐天佑、陳自瑤、蕭宇樺、袁卓威                                                                                         | HK$211,560       | |
| 2001   | 瘦身男女       | 導演(與韋家輝共同執導)兼監製       | 劉德華、鄭秀文、林雪、王天林、樋口明日嘉                                                                               | HK$40,435,886    | 第21屆香港電影金像獎最佳影片、導演等五項提名 2001年香港最賣座華語片第二名                                                      |
| 2001   | 全職殺手       | 導演(與韋家輝共同執導)兼監製       | 劉德華、反町隆史、任達華、林熙蕾、應采兒、林雪、連偉健                                                                 | HK$25,682,414    | |
| 2001   | 暗戰2          | 導演(與羅永昌共同執導)兼監製       | 鄭伊健、劉青雲、林熙蕾、黃卓玲、林雪、許紹雄                                                                           | HK$5,937,545     | 香港電影評論學會大獎推薦電影                                                                                                   |
| 2002   | 嚦咕嚦咕新年財 | 導演(與韋家輝共同執導)兼監製       | 劉德華、劉青雲、梁詠琪、古天樂、應采兒、王天林、黃文慧                                                                 | HK$19,218,759    | 香港電影評論學會大獎推薦電影                                                                                                   |
| 2002   | 我左眼見到鬼   | 導演(與韋家輝共同執導)兼監製       | 鄭秀文、劉青雲、應采兒、王天林、林雪、李珊珊、黃文慧、林熙蕾、任達華、李楓                                             | HK$20,708,935    | |
| 2003   | 百年好合       | 導演(與韋家輝共同執導)兼監製       | 鄭秀文、古天樂、李冰冰、林雪、李楓、夏雨                                                                               | HK$24,726,283    | |
| 2003   | PTU            | 導演兼監製                         | 任達華、邵美琪、林雪、黃卓玲、黃浩然、盧海鵬、高雄                                                                     | HK$2,984,097     | 香港電影評論學會大獎最佳導演及推薦電影 香港電影金紫荊獎最佳電影、導演等8項獎項 第23屆香港電影金像獎最佳導演 台灣金馬獎11項提名 |
| 2003   | 少年往事       | 監製                               | | HK$86,560        | |
| 2003   | 向左走·向右走  | 導演兼監製                         | 金城武、梁詠琪 | HK$13,912,345    | |
| 2003   | 大隻佬         | 導演兼監製                         | 劉德華、張柏芝、張兆輝                                                                                                 | HK$26,339,848    | 香港電影評論學會大獎最佳男、女演員及推薦電影 第23屆香港電影金像獎最佳電影、最佳編劇、最佳男主角三個大獎                        |
| 2004   | 大事件         | 導演兼監製                         | 任賢齊、陳慧琳、張家輝、許紹雄、任達華、張兆輝                                                                         | HK$7,842,282     | 第41屆金馬獎最佳導演 香港電影評論學會大獎推薦電影                                                                              |
| 2004   | 柔道龍虎榜     | 導演兼監製                         | 郭富城、古天樂、陳小春、梁家輝、應采兒、張兆輝                                                                         | HK$8,231,079     | 香港電影評論學會大獎推薦電影                                                                                                   |
| 2004   | 龍鳳鬥         | 導演兼監製                         | 劉德華、鄭秀文、吳嘉龍、胡燕妮、秦煌、許紹雄、李成昌                                                                   | HK$15,477,15     | |
| 2005   | 黑社會         | 導演                               | 梁家輝、任達華、古天樂、林家棟、張家輝、張兆輝、林雪、邵美棋、王天林、姜大衛、吳廷燁、譚炳文、王鍾、尤勇、郭峰、李日昇 | HK$15,895,622    | 香港電影評論學會大獎最佳電影、最佳導演 第25屆香港電影金像獎最佳影片、最佳導演等四個大獎                                        |
| 2006   | 天生一對       | 監製                               | 任賢齊、楊千嬅、側田、鄔玉君、賈思樂、谷祖琳、郭涛                                                                     | HK$10,236,683    | |
| 2006   | 黑社會以和為貴 | 導演兼監製                         | 古天樂、任達華、林家棟、林雪、張兆輝、張家輝、王天林、譚炳文、鄭浩南、尤勇、李日昇                                     | HK$13,577,947    | 香港電影評論學會大獎最佳電影 第26屆香港電影金像獎最佳影片、導演等五項提名                                                      |
| 2006   | 放·逐          | 導演兼監製                         | 黃秋生、吳鎮宇、張家輝、張耀揚、何超儀、林雪、林家棟、任達華、任賢齊、張兆輝、陳雅倫、譚炳文                           | HK$5,504,406     | 香港電影評論學會大獎最佳導演及推薦電影 第26屆香港電影金像獎最佳影片、導演等四項提名                                            |
| 2007年 | 跟蹤           | 監製                               | 梁家輝、任達華、徐子珊、邵美琪、林雪、張兆輝、吳廷燁、彭敬慈、羅仲謙、謝雪心、黎耀祥                                   | HK$4,169,517     | 香港電影評論學會大獎最佳男演員及推薦電影                                                                                       |
| 2007年 | 每當變幻時     | 監製                               | 楊千嬅、陳奕迅、馮淬帆、盧大偉、鄭融、陳苑淇、諸葛梓岐                                                                 | HK$9,288,355     | 香港電影評論學會大獎推薦電影                                                                                                   |
| 2007年 | 鐵三角         | 導演(與徐克、林嶺東共同執導)兼監製 | 任達華、古天樂、孫紅雷、林家棟、林熙蕾、尤勇、林雪                                                                     | HK$5,458,399     | 香港電影評論學會大獎推薦電影                                                                                                   |
| 2007年 | 神探           | 導演(與韋家輝共同執導)兼監製       | 劉青雲、林熙蕾、安志杰、林家棟、李國麟、林雪、張兆輝、劉錦玲、李彩寧、陳慧珊、谷祖琳、李日昇、高雄                     | HK$11,092,832    | 香港電影評論學會大獎最佳編劇及推薦電影 第27屆香港電影金像獎最佳影片、導演等七項提名                                            |
| 2008年 | 蝴蝶飛         | 導演兼監製                         | 李冰冰、周渝民 | HK$1,257,627     | |
| 2008年 | 文雀           | 導演兼監製                         | 任達華、林熙蕾、林家棟、羅永昌、曾國祥、盧海鵬、林雪                                                                   | HK$5,605,054     | 第28屆香港電影金像獎最佳導演、最佳男主角等五項提名 香港電影評論學會大獎推薦電影                                                |
| 2009年 | 機動部隊－同袍 | 監製                               | 任達華、邵美琪、林雪、彭敬慈、黃智賢                                                                                   | HK$3,924,449     | 香港電影評論學會大獎推薦電影                                                                                                   |
| 2009年 | 機動部隊－警例 | 監製                               | 任達華、邵美琪、林雪、李國麟、林敬剛、連晉                                                                             | 未上映           | 電視電影/影碟形式出售 |
| 2009年 | 機動部隊－絕路 | 監製                               | 任達華、邵美琪、林雪、王志安、彭敬慈、曾國祥                                                                           | 未上映           | 電視電影/影碟形式出售 |
| 2009年 | 機動部隊－人性 | 監製                               | 任達華、邵美琪、林雪、王志安、林家棟、吳廷燁、伍允龍                                                                   | 未上映           | 電視電影/影碟形式出售 |
| 2009年 | 機動部隊－伙伴 | 監製                               | 任達華、邵美琪、林雪、王志安、徐天佑                                                                                   | 未上映           | 電視電影/影碟形式出售 |
| 2009年 | 復仇           | 導演兼監製                         | 約翰尼·阿利代、黃秋生、任達華、林家棟、林雪、吳廷燁、邵美琪、馮淬帆、張兆輝、黃日華、葉璇                              | HK$1,829,445     | 康城影展競賽電影 |

### 2010年代
| 年份   | 中文片名     | 職銜                         | 演員 | 香港票房（港圆） | 備註 |
| 2011年 | 單身男女     | 導演兼監製                   | 古天樂、吳彥祖、高圓圓、賈曉晨、李施嬅 | HK$12,302,950    | 首部進入內地的合拍片 |
| 2011年 | 奪命金       | 導演                         | 劉青雲、盧海鵬、何韻詩、蘇杏璇、姜皓文、胡杏兒、車婉婉、羅永昌、黃智賢、黃日華、張兆輝、陳自瑤、譚炳文、尹子維、賈曉晨、李兆基、吳志雄、魯芬 | HK$8,437,059     | 執導30週年作品 入围2011年威尼斯影展主竞赛单元 第31屆香港電影金像獎最佳影片、導演等八項提名 第12屆華語電影傳媒大獎最佳導演(杜琪峯)、最佳男主角(劉青雲)、最佳女配角(何韵诗)、最佳編劇 第18屆香港電影評論學會 最佳男演員(劉青雲)、最佳編劇等 |
| 2012   | 高海拔之戀II | 導演                         | 鄭秀文、古天樂、黃奕 | HK$8,988,529     | |
| 2012   | 車手         | 監製                         | 余文樂、黃秋生、郭曉冬、林家棟、徐熙媛、葉璇                                                                                                 | HK$14,766,493    | |
| 2013   | 毒戰         | 導演兼監製                   | 古天樂、孙红雷、郭濤、鍾漢良、黃奕、林家棟、林雪、張兆輝、盧海鵬、葉璇、姜皓文                                                               | HK$4,969,245     | 杜导於中國首部过1亿作品 |
| 2013   | 盲探         | 導演兼監製                   | 劉德華、鄭秀文、郭濤、高圓圓、林雪、姜皓文                                                                                                   | HK$15,658,008    | 杜导於中國首部过2亿作品 |
| 2014   | 單身男女2    | 導演兼監製                   | 古天樂、楊千嬅、周渝民、高圓圓、吳彥祖 | HK$12,078,132    | |
| 2015   | 華麗上班族   | 導演兼監製                   | 周潤發、張艾嘉、湯唯、陳奕迅、車婉婉、張兆輝、天心                                                                                           | HK$5,131,921     | 3D电影 |
| 2016   | 樹大招風     | 監製                         | 林家棟、陳小春、任賢齊、黃光亮、林雪、歐錦棠、尹揚明、姜皓文、杜燕歌                                                                         | HK$9,302,142     | 第23屆香港電影評論學會大獎最佳電影 第11屆香港電影導演會年度大獎最佳電影 第36屆香港電影金像獎最佳電影 |
| 2016   | 三人行       | 導演兼監製                   | 趙薇、古天樂、鍾漢良 | HK$1,932,297     | 獲提名第36屆香港電影金像獎最佳導演 |
| 2019   | 我的拳王男友 | 導演兼監製(與韋家輝共同監製) | 向佐 | HK$23,920        | |

### 2020年代
| 年份   | 中文片名       | 職銜                           | 演員 | 香港票房（港圆） | 備註 |
| 2022   | 七人樂隊       | 導演兼監製                     | 洪天明、吴镇宇、马赛、余香凝、吴澋滔、元华、林愷鈴、伍咏诗、胡子彤、徐浩昌、任达华、龚慈恩、林宇轩、鍾景輝、张达明、张锦程、林雪、刘国昌 | HK$1,742,642     | 七個不同單元故事由不同導演負責，並由杜琪峯同時擔任監製一職                                                            |
| 2023   | 命案           | 監製(與游乃海，朱淑儀共同監製) | 林家棟、楊樂文、吳廷燁 | HK$11,703,729    | |
| 籌拍中 | 我的啦啦操女友 | 監製(與韋家輝，朱淑儀共同監製) | 韓昊霖、杜卡妮 |                  | 編劇李春暉首次執導，由索尼旗下的哥倫比亞影業和銀河映像共同投資                                                        |
| 計劃中 | 黑幫           |                                | 梁朝伟 |                  | 杜琪峰與梁朝偉將製作以北海道為主舞台的黑幫動作電影, 電影將在2025年冬季開始拍攝,2027年播出,杜SIR已在今日開始在札幌探景 |

## 電視剧作品
無綫電視
- 1975-1977：民間傳奇（助理編導）
- 1976：書劍恩仇錄（助理編導）
- 1976：陸小鳳（助理編導）
- 1977：陸小鳳之決戰前後（助理編導）
- 1978：小李飛刀（助理編導）
- 1978：小李飛刀之魔劍俠情（助理編導）
- 1978：強人（編導）
- 1978：奮鬥（編導）
- 1979：抉擇（編導）
- 1980：風雲（編導）（兼任片头設計）
- 1980：輪流傳（編導）
- 1980：京華春夢（編導）
- 1980：千王之王（編導）
- 1980：千王群英會（編導）
- 1981：流氓皇帝（編導）
- 1981：龍虎雙霸天（編導）
- 1981：荳芽夢（編導）
- 1981：楊門女將（編導）
- 1981：女黑俠木蘭花（編導）
- 1981：逐個捉（編導、監製）
- 1982：新民間傳奇（編導）
- 1982：郎歸晚（編導）
- 1982：星塵（編導）
- 1982：十三太保（編導）
- 1982：萬水千山總是情（編導）
- 1983：射鵰英雄傳（編導）
- 1984：決戰玄武門（編導）
- 1984：鹿鼎記（編導）（兼任片頭設計）
- 1984：楚留香之蝙蝠傳奇（編導）
- 1985：江湖浪子（編導）
- 1985：楊家將（編導）
- 1985：雪山飛狐（編導）
- 1986：聖劍天嬌（編導）
- 1986：林沖（編導）
- 1986：倚天屠龍記（編導）
- 1988：名門（編導）
- 1988：殭屍奇兵（編導）

ViuTV
- 2025：三命（監製）

## 電視電影作品
無綫電視
| 年份 | 電影名稱               | 職銜       |
| 1988 | 天堂血路               | 導演       |
| 1988 | 諜血黃埔灘             | 導演       |
| 1989 | 特警'90                | 監製、導演 |
| 1989 | 難民營風暴             | 監製、導演 |
| 1990 | 鐵窗雄淚               | 監製、導演 |
| 1990 | 特警'90 II 之亡命天涯  | 監製、導演 |
| 1990 | 特警'90 III 之明日天涯 | 監製、導演 |
| 1992 | 律政皇庭               | 監製       |
| 1992 | 共闖天涯               | 監製       |
| 1993 | 死角                   | 監製、導演 |
| 1993 | 大刀王五               | 監製       |

## 相關紀錄片
至目前為此,暫有2部以杜琪峯為對象的電影紀錄片。《杜琪峰有種》(Johnny Got His Gun!)是由法國影評人記者兼電影導演伊夫·蒙馬耶花了三年時間拍攝紀錄片《無涯:杜琪峯的電影世界》;則是一名學生(林澤秋)的畢業作品並於2013年在香港亞洲電影節首次公映。
| 年份 | 電影名稱                            | 導演        |
| 2010 | 《杜琪峰有種》(Johnny Got His Gun!) | 伊夫·蒙馬耶 |
| 2013 | 無涯:杜琪峯的電影世界               | 林澤秋      |

## 獎項與提名
- 杜琪峰一共获得过三次香港电影金像奖最佳导演（第19届、23届和25届，仅次于获得六次的许鞍华）。
- 三次金马奖最佳导演（第37届、41届和49届，为获得该奖次数最多的四位导演之一，另三為李行、侯孝賢與許鞍華）。
- 六次香港电影评论学会奖最佳导演。
- 三次香港电影金紫荆奖最佳导演。
- 此外，至今他一共获得18次香港电影金像奖最佳导演提名，为获得该提名次数最多的导演，其中于2000年、2004年和2007年同时凭两部作品提名角逐最佳导演奖。他共获得过八次金马奖最佳导演提名，为获得该提名次数最多的导演。

### 香港電影金像獎
| 年份   | 頒獎典禮             | 類别     | 影片                 | 結果 | 獲獎者                                |
| ------ | -------------------- | -------- | -------------------- | ---- | ------------------------------------- |
| 1990年 | 第9屆香港電影金像獎  | 最佳導演 | 《阿郎的故事》       | 提名 | 吳宇森 (《喋血雙雄》)                 |
| 1996年 | 第15屆香港電影金像獎 | 最佳導演 | 《無味神探》         | 提名 | 許鞍華 (《女人四十》)                 |
| 1998年 | 第17屆香港電影金像獎 | 最佳導演 | 《十萬火急》         | 提名 | 陳果 (《香港製造》)                   |
| 2000年 | 第19屆香港電影金像獎 | 最佳導演 | 《暗戰》             | 提名 | 杜琪峯 (《鎗火》)                     |
| 2000年 | 第19屆香港電影金像獎 | 最佳導演 | 《鎗火》             | 獲獎 |                                       |
| 2000年 | 第19屆香港電影金像獎 | 最佳電影 | 《暗戰》             | 提名 | 《千言萬語》                          |
| 2000年 | 第19屆香港電影金像獎 | 最佳電影 | 《鎗火》             | 提名 | 《千言萬語》                          |
| 2001年 | 第20屆香港電影金像獎 | 最佳導演 | 《孤男寡女》         | 提名 | 李安 (《臥虎藏龍》)                   |
| 2001年 | 第20屆香港電影金像獎 | 最佳電影 | 《孤男寡女》         | 提名 | 《臥虎藏龍》                          |
| 2002年 | 第21屆香港電影金像獎 | 最佳導演 | 《瘦身男女》         | 提名 | 周星馳 (《少林足球》)                 |
| 2002年 | 第21屆香港電影金像獎 | 最佳電影 | 《瘦身男女》         | 提名 | 《少林足球》                          |
| 2004年 | 第23屆香港電影金像獎 | 最佳導演 | 《大隻佬》           | 提名 | 杜琪峰 (《PTU》)                      |
| 2004年 | 第23屆香港電影金像獎 | 最佳導演 | 《PTU》              | 獲獎 |                                       |
| 2004年 | 第23屆香港電影金像獎 | 最佳電影 | 《大隻佬》           | 獲獎 |                                       |
| 2004年 | 第23屆香港電影金像獎 | 最佳電影 | 《PTU》              | 提名 | 《大隻佬》                            |
| 2005年 | 第24屆香港電影金像獎 | 最佳導演 | 《大事件》           | 提名 | 爾冬陞 (《旺角黑夜》)                 |
| 2005年 | 第24屆香港電影金像獎 | 最佳電影 | 《大事件》           | 提名 | 《功夫》                              |
| 2006年 | 第25屆香港電影金像獎 | 最佳導演 | 《黑社會》           | 獲獎 |                                       |
| 2006年 | 第25屆香港電影金像獎 | 最佳電影 | 《黑社會》           | 獲獎 |                                       |
| 2007年 | 第26屆香港電影金像獎 | 最佳導演 | 《放·逐》            | 提名 | 譚家明 (《父子》)                     |
| 2007年 | 第26屆香港電影金像獎 | 最佳導演 | 《黑社會：以和為貴》 | 提名 | 譚家明 (《父子》)                     |
| 2007年 | 第26屆香港電影金像獎 | 最佳電影 | 《黑社會：以和為貴》 | 提名 | 《父子》                              |
| 2007年 | 第26屆香港電影金像獎 | 最佳電影 | 《放·逐》            | 提名 | 《父子》                              |
| 2008年 | 第27屆香港電影金像獎 | 最佳導演 | 《神探》             | 提名 | 陳可辛 (《投名狀》)                   |
| 2008年 | 第27屆香港電影金像獎 | 最佳電影 | 《神探》             | 提名 | 《投名狀》                            |
| 2008年 | 第27屆香港電影金像獎 | 最佳電影 | 《跟蹤》             | 提名 | 《投名狀》                            |
| 2009年 | 第28屆香港電影金像獎 | 最佳導演 | 《文雀》             | 提名 | 許鞍華 (《天水圍的日與夜》)           |
| 2012年 | 第31屆香港電影金像獎 | 最佳導演 | 《奪命金》           | 提名 | 許鞍華 (《桃姐》)                     |
| 2012年 | 第31屆香港電影金像獎 | 最佳電影 | 《奪命金》           | 提名 | 《桃姐》                              |
| 2013年 | 第32屆香港電影金像獎 | 最佳電影 | 《車手》             | 提名 | 《寒戰》                              |
| 2014年 | 第33屆香港電影金像獎 | 最佳導演 | 《毒戰》             | 提名 | 王家衛 (《一代宗師》)                 |
| 2017年 | 第36屆香港電影金像獎 | 最佳導演 | 《三人行》           | 提名 | 許學文、歐文傑、黃偉傑 (《樹大招風》) |
| 2017年 | 第36屆香港電影金像獎 | 最佳電影 | 《樹大招風》         | 獲獎 |                                       |

### 金馬獎
| 年份   | 頒獎典禮     | 類别       | 影片         | 結果 | 獲獎者                      |
| ------ | ------------ | ---------- | ------------ | ---- | --------------------------- |
| 2000年 | 第37屆金馬獎 | 最佳劇情片 | 《鎗火》     | 提名 | 《臥虎藏龍》                |
| 2000年 | 第37屆金馬獎 | 最佳導演   | 《鎗火》     | 獲獎 |                             |
| 2003年 | 第40屆金馬獎 | 最佳電影   | 《PTU》      | 提名 | 《無間道》                  |
| 2003年 | 第40屆金馬獎 | 最佳導演   | 《PTU》      | 提名 | 劉偉強、麥兆輝 (《無間道》) |
| 2004年 | 第41屆金馬獎 | 最佳電影   | 《大事件》   | 提名 | 《可可西里》                |
| 2004年 | 第41屆金馬獎 | 最佳導演   | 《大事件》   | 獲獎 |                             |
| 2005年 | 第42屆金馬獎 | 最佳電影   | 《黑社會》   | 提名 | 《功夫》                    |
| 2005年 | 第42屆金馬獎 | 最佳導演   | 《黑社會》   | 提名 | 周星馳 (《功夫》)           |
| 2006年 | 第43屆金馬獎 | 最佳電影   | 《放·逐》    | 提名 | 《父子》                    |
| 2006年 | 第43屆金馬獎 | 最佳導演   | 《放·逐》    | 提名 | 陳可辛 (《如果·愛》)        |
| 2007年 | 第44屆金馬獎 | 最佳電影   | 《跟蹤》     | 提名 | 《色，戒》                  |
| 2012年 | 第49屆金馬獎 | 最佳電影   | 《奪命金》   | 提名 | 《神探亨特張》              |
| 2012年 | 第49屆金馬獎 | 最佳導演   | 《奪命金》   | 獲獎 |                             |
| 2013年 | 第50屆金馬獎 | 最佳電影   | 《毒戰》     | 提名 | 《爸媽不在家》              |
| 2013年 | 第50屆金馬獎 | 最佳導演   | 《毒戰》     | 提名 | 蔡明亮 (《郊遊》)           |
| 2016年 | 第53屆金馬獎 | 最佳電影   | 《樹大招風》 | 提名 | 《八月》                    |
| 2016年 | 第53屆金馬獎 | 最佳導演   | 《三人行》   | 提名 | 馮小剛（《我不是潘金蓮》）  |

### 香港電影評論學會大獎
| #  | 舉辦年份 | 類別           | 影片               | 結果 |
| -- | -------- | -------------- | ------------------ | ---- |
| 1  | 1997年   | 第4屆最佳導演  | 《十萬火急》       | 提名 |
| 2  | 1998年   | 第5屆最佳導演  | 《真心英雄》       | 獲獎 |
| 3  | 1999年   | 第6屆最佳導演  | 《鎗火》           | 獲獎 |
| 4  | 1999年   | 第6屆最佳導演  | 《暗戰》           | 提名 |
| 5  | 2000年   | 第7屆最佳導演  | 《辣手回春》       | 提名 |
| 6  | 2001年   | 第8屆最佳導演  | 《暗戰2》          | 提名 |
| 7  | 2002年   | 第9屆最佳導演  | 《嚦咕嚦咕新年財》 | 提名 |
| 8  | 2003年   | 第10屆最佳導演 | 《PTU》            | 獲獎 |
| 9  | 2003年   | 第10屆最佳導演 | 《大隻佬》         | 提名 |
| 10 | 2004年   | 第11屆最佳導演 | 《柔道龍虎榜》     | 提名 |
| 11 | 2005年   | 第12屆最佳導演 | 《黑社會》         | 獲獎 |
| 12 | 2006年   | 第13屆最佳導演 | 《黑社會以和為貴》 | 提名 |
| 13 | 2006年   | 第13屆最佳導演 | 《放·逐》          | 獲獎 |
| 14 | 2007年   | 第14屆最佳導演 | 《神探》           | 提名 |
| 15 | 2008年   | 第15屆最佳導演 | 《文雀》           | 提名 |
| 16 | 2011年   | 第18屆最佳導演 | 《奪命金》         | 提名 |
| 17 | 2013年   | 第20屆最佳導演 | 《毒戰》           | 獲獎 |
| 18 | 2015年   | 第22屆最佳導演 | 《華麗上班族》     | 提名 |
| 19 | 2016年   | 第23屆最佳導演 | 《三人行》         | 提名 |

### 香港电影金紫荆奖
| # | 举办年份 | 类别                     | 影片      | 结果 |
| - | -------- | ------------------------ | --------- | ---- |
| 1 | 2000年   | 第5届金紫荆奖最佳导演奖  | 《鎗火》  | 獲獎 |
| 2 | 2004年   | 第9届金紫荆奖最佳导演奖  | 《PTU》   | 獲獎 |
| 3 | 2007年   | 第12届金紫荆奖最佳导演奖 | 《放·逐》 | 獲獎 |

### 榮譽博士
- 2014年 香港演藝學院榮譽博士
- 2014年 香港浸會大學榮譽文學博士

### 华语电影传媒大奖
| # | 举办年份 | 类别                             | 影片       | 结果 |
| - | -------- | -------------------------------- | ---------- | ---- |
| 1 | 2004年   | 第4届华语电影传媒大奖最佳导演奖  | 《PTU》    | 獲獎 |
| 2 | 2012年   | 第12届华语电影传媒大奖最佳导演奖 | 《奪命金》 | 獲獎 |
| 3 | 2014年   | 第14届华语电影传媒大奖最佳导演奖 | 《毒戰》   | 獲獎 |

### 長春電影節
| # | 举办年份 | 类别                       | 影片       | 结果 |
| - | -------- | -------------------------- | ---------- | ---- |
| 1 | 2012年   | 第11届長春電影節最佳導演獎 | 《奪命金》 | 獲獎 |

### 威尼斯影展
| # | 举办年份 | 类别   | 影片       | 结果 |
| - | -------- | ------ | ---------- | ---- |
| 1 | 2006年   | 金獅獎 | 《放·逐》  | 提名 |
| 2 | 2007年   | 金獅獎 | 《神探》   | 提名 |
| 3 | 2011年   | 金獅獎 | 《奪命金》 | 提名 |

### 柏林影展
| # | 举办年份 | 类别   | 影片     | 结果 |
| - | -------- | ------ | -------- | ---- |
| 1 | 2008年   | 金熊獎 | 《文雀》 | 提名 |

### 康城影展
| # | 举办年份 | 类别     | 影片       | 结果 |
| - | -------- | -------- | ---------- | ---- |
| 1 | 2005年   | 金棕櫚獎 | 《黑社會》 | 提名 |
| 2 | 2009年   | 金棕櫚獎 | 《復仇》   | 提名 |

## 外部連結
- 杜琪峯在互联网电影资料库（IMDb）上的資料（英文）
- 杜琪峯在香港影庫上的簡介
- 杜琪峯在豆瓣上的资料（简体中文）
- 杜琪峯在时光网上的簡介（简体中文）